# Emmet Stagg
Emmet Stagg (né le 1er octobre 1944 et mort le 17 mars 2024) est un homme politique irlandais du Parti travailliste qui est whip en chef du parti travailliste de 2007 à 2016, ministre d'État au ministère des Transports, de l'Énergie et des Communications de 1994 à 1997 et ministre d'État au ministère des Transports. de l'Environnement de 1993 à 1994. Il est Teachta Dála (TD) de 1987 à 2016.

## Biographie

### Jeunesse
Emmet Stagg est né à Hollymount (comté de Mayo) dans une famille de treize frères et sœurs, dont Frank Stagg. Il décrit son enfance à Mayo comme étant en proie à la pauvreté et au règne de l'Église catholique. Il fait ses études à l'école Ballinrobe CBS et au Kevin Street College of Technology. Il travaille comme technicien médical au Trinity College de Dublin avant de se lancer en politique à temps plein.

### Carrière politique
Emmet Stagg est élu en 1979 pour représenter la région de Celbridge au conseil du comté de Kildare pour le Parti travailliste, jusqu'en 1993. Il est réélu en 1999 et sert jusqu'en 2003. Stagg est élu pour la première fois au Dáil Éireann lors des élections générales de 1987 dans la circonscription de Kildare. Il est ensuite porte-parole du parti travailliste dans un certain nombre de domaines, notamment l'agriculture (1987-1989) et la protection sociale (1989-1992).
Au cours des années 1980 et au début des années 1990, Emmet Stagg est une figure éminente de la politique interne du Parti travailliste, considéré avec Michael D. Higgins et Joe Higgins comme l'un des dirigeants de la faction de gauche au sein du parti opposé à une coalition avec le Fine Gael, et opposant de premier plan à Dick Spring, alors chef du parti. Il s'oppose à l'expulsion de Joe Higgins et de la Militant Tendency lors de la conférence de 1989 et, au début des années 1990, il envisage de quitter le parti et de rejoindre la gauche démocratique nouvellement formée, bien qu'il ait finalement choisi de rester avec le parti. Dans le gouvernement de coalition Fianna Fáil-Parti travailliste formé après les élections générales de 1992, il devient ministre d'État au ministère de l'Environnement, avec une responsabilité particulière pour le logement et la rénovation urbaine.

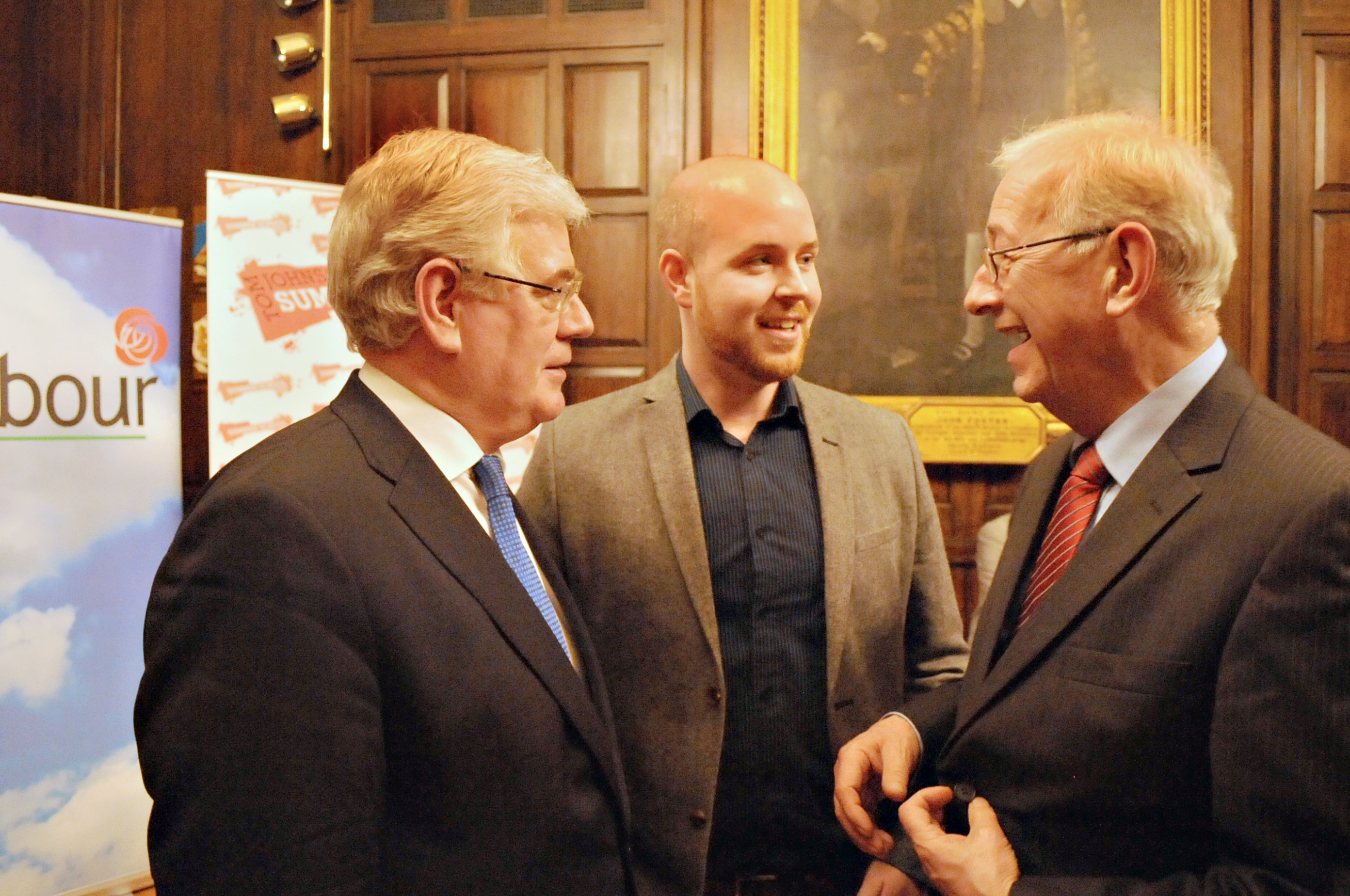
Emmet Stagg (à droite), Eamon Gilmore (à gauche) et Marty O'Prey en 2014.

Emmet Stagg est nommé ministre d'État au ministère des Transports, de l'Énergie et des Communications en 1994, dans le nouveau gouvernement de coalition Rainbow.
Il perd son siège aux élections générales de 2016 après avoir été député pendant 29 années consécutives.
Il est le candidat du Parti travailliste pour Kildare North aux élections générales de 2020. À 75 ans, il est le candidat le plus âgé de toutes les élections générales, mais il n'est pas élu.

### Scandale de Phoenix Park
En 1994, alors qu'il est ministre d'État, Emmet Stagg fait l'objet d'un scandale de presse majeur après que Gardaí l'ait trouvé en novembre précédent en train de flâner dans une zone du Phoenix Park de Dublin utilisée par des prostitués. Il est interrogé par la Gardaí mais aucune charge n'est retenue contre lui,,. Selon The Independent, la colère du public s'est largement concentrée sur le membre de la Gardaí qui a divulgué des détails aux médias alors qu'aucun crime n'a été commis.

### Vie privée
Le frère d'Emmet Stagg, Frank Stagg, est un membre de l'Armée républicaine irlandaise provisoire, décédé dans une prison britannique en 1976 alors qu'il faisait une Grève de la faim. Emmett et ses frères se sont disputés pour savoir si Frank devait être enterré avec sa famille ou dans un carré « républicain ». Le conflit qui en résulte, dans lequel le gouvernement irlandais est directement intervenu, a dégénéré en chaos qui a abouti à l'enterrement du corps de Frank Stagg à trois reprises,.